# Luis Zacarías
Luís Zacarías (Coracora, Perú, 11 de octubre de 1942-Colonia, 27 de agosto de 2023), fue un entrenador de fútbol peruano que participó en los mundiales de Argentina 1978 y de España en 1982. Ha sido también entrenador del tradicional Club de la Bundesliga Alemana MSV Duisburgo.

## Historia
Luis Emiliano Zacarias Barraza nació el 11 de octubre de 1942 en la ciudad de Cora Cora, capital de la provincia de Parinacochas, departamento de Ayacucho - Perú.
A temprana edad emigró con sus padres a la ciudad de Lima y pasó la mayor parte de su juventud en el popular barrio de Lince - Lobatón, terminó sus estudios secundarios en el GUE Alfonso Ugarte, participó en los campeonatos interescolares de atletismo logrando el título de campeón interescolar de salto con pértiga y participando en la posta 4 × 100 m además de ser integrante del equipo de fútbol escolar. Luego de sus estudios secundarios fue jugador de fulbito en el Club de su barrio "los intocables" y de fútbol en la liga Amateur en el Club Atlético San Isidro, paralelamente comenzó su formación profesional en el Banco Continental, hasta el año 1964 cuando decidió trasladarse a Europa para perfeccionarse en el fútbol.
Luego de aprender el idioma alemán siguió la carrera de Educación Física en la Escuela Superior de Deportes de Alemania "Deutsche Sporthochschule Köln" en la ciudad de Colonia se graduó con el título de Profesor de Educación Física en el año 1971. Acto seguido fue miembro de la 17.ª promoción de Entrenadores de fútbol de la Federación Alemana (Fußball Lehrgang) bajo la dirección de los profesores Hennes Weisweiler y Karl-Heinz Heddergott.
Fue co-trainer y preparador físico de los equipos peruanos que se clasificaron para los mundiales de Argentina y de España. Además como entrenador de la Selección Pre-Olímpica del Perú, clasificó para las Olimpidas de Moscú. Ha sido entrenador de diferentes equipos nacionales juveniles peruanos que participaron en la Copa América. Como docente del Colegio Secundario Peruano-Alemán Alexander v. Humboldt alcanzó el título de Campeón Sudamericano de 1990 en las disciplinas de vóleibol, atletismo y natación.
Al asumir la dirección del popular equipo alemán MSV Duisburgo su popularidad trascendió las fronteras y fue bautizado como "der Indio Junge aus Perú".
Luis Zacarías ha sido también entrenador de los siguientes clubes peruanos y extranjeros:
- Löwen Nippes.
- Eintracht Hamm-Heessen.
- Teutonia Münster.[3] (2006-2007)
- Universitario de Deportes (1978)-(1980)
- Lokomotiv Tiflis.[3] (2003-2004)
- FC Tiflis (2004-2006)
- MSV Duisburgo[8][9] (1983-1985)
- Lawn Tennis.[10] (1997-1998)
- Defensor Lima.
- La Loretana (1996)
- Colegio Nacional de Iquitos (1987-1988)
- San Agustín (1988-1989).

Como docente ha participado y colaborado en diferentes Seminarios Nacionales e Internacionales sobre Técnica y Táctica de fútbol.
Como periodista colaboró con diario peruano "El Comercio", en los programas de deportivos de RPP, Radio Alemana Deutsche Welle, programa Ovación en Radio El Sol, Radio Panamericana.
Desde el año 1977 fue Presidente del Club de Gimnasia Colonia, habiendo obtenido 23 campeonatos nacionales y sudamericanos.
Fue también un destacado jugador de billar.
Fue también empresario de jóvenes futbolistas. Falleció en Köln Alemania el 27 de agosto de 2023.